# Hász István
Hász István (Kisbér, 1884. december 22. – Einsiedeln, 1973. január 27.) magyar római katolikus pap, tábori püspök.

## Pályafutása
Édesapja Hász János urasági kocsis, édesanyja Hungler Mária volt. Középiskolai tanulmányait a komáromi és a győri bencés gimnáziumban végezte. Teológiát a bécsi Pázmáneumban tanult. 1908. július 14-én szentelték pappá a bécsi Szent István-székesegyházban.
1908-tól Szanyban szolgált káplánként; 1909-től a győri nagyszeminárium, 1910-től a budapesti Szent Imre Kollégium tanulmányi felügyelője volt. 1911-ben a római Augustineumban doktorált teológiából. Ezt követően Győrben püspöki szertartó volt, és 1913-tól 1929-ig teológiai tanárként is működött.

### Püspöki pályafutása
A magyar kormány ajánlására XI. Piusz pápa 1929. február 28-án surai címzetes püspökké, március 1-jén Horthy Miklós kormányzó a Magyar Királyi Honvédség tábori püspökévé nevezte ki. Április 28-án szentelte püspökké Serédi Jusztinián esztergomi érsek, Glattfelder Gyula csanádi püspök és Grősz József győri segédpüspök segédletével.
1944. július 1-jén altábornagyi rangot kapott. A visszavonuló hadsereggel Kőszegre, majd a németországi Fürstenwaldba települt, ahol amerikai hadifogságba esett. A háború után megszervezte és irányította a magyar katonák és a polgári menekültek lelki gondozását. Ezután Svájcban, Ungersegerinben telepedett le, és az ingenbohli keresztesnővérek zárdalelkészeként szolgált.
Temetését Mindszenty József végezte, Unterägeriben nyugszik.

## Művei
Alapítója és szerkesztője az Evangélium című hitbuzgalmi lapnak Győrben (1922–28). Szerkesztője a Védőszentjeink című hagiografiai sorozatnak, melyből tizenhárom életrajzot írt.
- Antike u. christliche Eloquenz. Budapest 1911.
- Nefelejcsszál. Szentbeszéd. Győr, 1912.
- Vezető a felsőkismartonhegyi kálváriához. Győr 1916.
- Katolikus tábori lelkészi szolgálat. Budapest 1942.
- A katolikus honvédek ima-, énekes- és oktatókönyve. A Római Katolikus Tábori Püspökség kiadása. Budapest, 1942.
- Szent harcok - szent erőforrások. Nagyböjti főpásztori szózat a róm. kath. honvédekhez, az Úrnak 1943. évében. Budapest, Pallas Irodalmi és Nyomdai Rt.[4]